# Rozwój mowy
Rozwój mowy – proces polegający na stopniowym wykształceniu umiejętności mowy u dziecka. Można go podzielić na 4 okresy:
- Okres melodii (pierwszy rok życia) – jednymi z pierwszych dźwięków dziecka, które noworodek potrafi wydać jeszcze przed 3 tygodniem życia jest krzyk, gdy coś mu się nie podoba, potrafi wydawać także dźwięki gulgotania. Przed ukończeniem 6 miesięcy niemowlę potrafi wydawać dźwięki gardłowe oraz przypominające samogłoski. W tym wieku zaczyna także gaworzyć. W tym okresie ważne jest mówienie do dziecka, gdyż rozpoznaje ono intonację głosu, uczy się w ten sposób dźwięków i wyrazów.
- Okres wyrazu (drugi rok życia) – dziecko zaczyna wymawiać pojedyncze wyrazy, potem takie, które pełnią funkcje zdań. Najpierw pojawiają się rzeczowniki, potem czasowniki, a następnie przymiotniki. Później dziecko zaczyna składać wyrazy w zdania, które z czasem stają się coraz bardziej złożone.
- Okres zdania (trzeci rok życia) – mowa trzyletniego dziecka jest już dosyć rozwinięta, dziecko ma zasób słów liczący nawet półtora tysiąca elementów, które są dla niego zrozumiałe. Zdania trzylatka liczą już kilka wyrazów, pojawiają się zdania pytające i przeczące.
- Okres swoistej mowy dziecięcej (4-6 rok życia) – zdania dziecka są bardziej skomplikowane, pojawiają się charakterystyczne dla tego okresu neologizmy dziecięce. Mowa dziecka powinna być już całkiem dobrze zrozumiała.

## Opóźnienia w rozwoju mowy
Rodziców powinno zaniepokoić, gdy dziecko w wieku:
- 2 lat wymawia zaledwie 3-4 słowa, a tworzone zdania nie są dwuwyrazowe;
- 3 lat rozumie tylko wyrażenia domowników, a jego zasób słów wynosi jedynie 50-60 wyrazów, ponadto nie tworzy liczby mnogiej wyrazów i nie potrafi składać prostych zdań;
- 4 lat przychodzi mu z trudem określenie przedmiotów i codziennych czynności, ma problem z budowaniem poprawnych zdań lub mówi niezrozumiale.